# Innocence 冤罪律師
《Innocence 冤罪律師》是2019年1月19日至3月23日於日本電視台播出的電視劇，由坂口健太郎主演，劇情主要描述一名律師利用科學來證明冤罪，救助無辜的人。

## 演員列表

### 主要人物
| 角色       | 演員       | 介紹 |
| 黑川拓     | 坂口健太郎 | 保駿堂法律事務所負責刑事冤案的律師。 常常以科學的方法來驗證，進而替冤罪犯人翻案。本來就讀東央大學理工學部，是秋保恭一郎的學弟，但發生某事件後轉系至同校法律系就讀，並取得律師資格。 |
| 和倉楓     | 川口春奈   | 保駿堂法律事務所的新進律師。 原先是另一大型律師事務所的受雇律師，但因為被性騷擾案，但由於上級偏袒資深律師而被解雇。                                                                 |
| 秋保恭一郎 | 藤木直人   | 東央大學理工學部畢業，目前是同校物理學系的副教授。 之前是黑川拓在理工學部的前輩，但發生某事件後與其漸行漸遠，最後冰釋後才又和好如初。                                               |

### 保駿堂法律事務所
| 角色       | 演員       | 介紹                     |
| 城崎穗香   | 趣里       | 刑事部門的事務員。       |
| 別府長治   | 杉本哲太   | 所長。                   |
| 湯布院和人 | 志賀廣太郎 | 刑事部門律師。           |
| 登別次郎   | 正名僕藏   | 企業法務部門的律師。     |
| 石和德則   | 赤楚衞二   | 企業法務部門的律師助理。 |

### 東京地方檢察廳
| 角色       | 演員       | 介紹                                                                  |
| 指宿林太郎 | 小市慢太郎 | 東京地方檢察廳的檢察官。 黒川真的部下，常常在法庭上與黑川拓爭鋒相對。 |

### 日本電視台
| 角色     | 演員       | 介紹                                                                             |
| 有馬聰子 | 市川實日子 | 社會部節目導演，專門對冤罪相關議題進行取材。同時也常常在黑川拓的實驗中提供協助。 |
| 鳴子恭輔 | 中島廣稀   | 有馬的助手。                                                                     |

### 第1集
| 角色       | 演員     | 介紹 |
| 阿蘇重雄   | 吉田榮作 | 因涉嫌對自家放火而被逮捕。                                                                                   |
| 阿蘇惠美子 | 中島博子 | 阿蘇重雄的妻子，深信丈夫沒有對自家放火，且深信丈夫無罪。                                                     |
| 阿蘇幸雄   | 岩田琉聖 | 阿蘇重雄的兒子，享年10歲。在五年前的事故中死亡。                                                             |
| 下呂東馬   | 阪田雅信 | 逼迫阿蘇重雄做出認罪口供的刑警。                                                                             |
| 十津川勝義 | 久保酎吉 | 檢方找來的證人。目前是大學建築系的教授，以專家證人的身分，分析建築殘骸與火警的可能性，進而作證阿蘇重雄有罪。 |
| 北村晴男   | 北村晴男 | 律師，十分了解黑川拓。                                                                                       |

### 第2集
| 角色     | 演員     | 介紹 |
| 十勝岳雄 | 山田裕貴 | 超商搶案嫌疑犯。實際上並非十勝睦美的孩子，而是遠房親戚的兒子，因從小遭受生母的虐待而被十勝睦美收養。青少年期曾經在旭市的超商「三津屋」搶奪現金7萬日圓而被逮捕，雖然後來改過自新，但村民對其印象都不好。 |
| 原田健   | 前原滉   | 超商店員，在超商搶案時受傷。 |
| 十勝睦美 | 仙道敦子 | 十勝岳雄的母親，同時料理店「十勝屋」的店長。實際上是岳雄的養母。 |
| 韮山雄二 | 長村航希 | 十勝岳雄的朋友，目前是加油站員工。實際上是真正的超商搶案的犯人，卻嫁禍給十勝岳雄。 |
| 瀨波     | 渡邊憲吉 | 日本電視台報導局的局長。 |
| 松本     | 小松和重 | 西多摩署的刑警。 |
|          | 酒向芳   | 住加油站附近的大叔。開庭時作證村莊附近有「日出塔」的建築地標。 |

### 第3集
| 角色     | 演員     | 介紹                                                                                               |
| 赤城健太 | 市川知宏 | 「青島醫院」的實習醫師。試圖站在法庭上證明真相，卻被磐梯輝典阻止。後來收到賄絡後便不出庭作證。     |
| 磐梯輝典 | 山本耕史 | 青島醫院的外科部副部長。將院長的不法事證曝光。                                                     |
| 雲仙一彥 | 平岳大   | 青島醫院的外科醫師。同時也是磐梯輝典的同期同學。因醫療事故而被逮捕，覺得自己對被害者有義務與責任。 |
| 洲本佳織 | 遊井亮子 | 洲本美沙的媽媽。                                                                                   |
| 洲本篤   | 櫻井聖   | 洲本美沙的爸爸。                                                                                   |
| 白山美紀 | 青野楓   | 青島醫院的護士，愛上雲仙一彥。對雲仙一彥被逮捕感到懷疑，請保駿堂法律事務所替雲仙一彥辯護。         |
| 晝神祿郎 | 篠井英介 | 法官。                                                                                             |

### 第4集
| 角色       | 演員     | 介紹                                                                           |
| 小笠原奈美 | 友阪理惠 | 食品玩具公司「Maron Circle」的OL。因涉嫌在旅遊目的地（天音島）溺死同事而被捕。 |
| 姫島理沙   | 入山法子 | 奈美在公司的後輩。在與同事的天音島旅行中途被發現於水中溺死。                   |
| 鶴見啓介   | 村上新悟 | 奈美的上司。                                                                   |

### 第5集
| 角色     | 演員     | 介紹                                     |
| 高松洋介 | 豐原功補 | 私立著名高中「開南高校」的擊劍社的顧問。 |
| 藤里瞬   | 清水尋也 | 開南高校擊劍社的王牌。                   |
| 田代智樹 | 柾木玲彌 | 開南高校擊劍部的副社長。                 |
| 森吉直也 | 木村風太 | 開南高校的男學生，社團是科學社。         |
| 高松良子 | 岩橋道子 | 洋介的妻子。                             |
| 藤里美惠 | 舟木幸   | 藤里瞬的母親。平常對兒子常常過度保護。   |
| 池田     | 久松信美 | 開南高校的主任。                         |
| 六連     | 菊池均也 | 曾經性騷擾和倉楓的資深律師。             |
|          | 木下政治 | 記者。                                   |

### 第6集
| 角色       | 演員       | 介紹                                                     |
| 樽前裕也   | 須賀健太   | 樽前物產社長的兒子。大學時代曾因故槍殺自己的同學。       |
| 有珠田義信 | 吹越滿     | 樽前家的佣人。另一個隱藏的身分為同時也是丸山依子的前夫。 |
| 丸山依子   | 山下容莉枝 | 被樽前強暴後自殺的女大學生的母親。                       |
| 影山洋二   | 牧村泉三郎 | 法官。                                                   |
|            | 佐伯新     | 豐島署的刑警。                                           |
|            | 山田Kinuo  | 豐島署的刑警。                                           |
|            | 大島蓉子   | 樽前家的鄰居。                                           |

### 第7集
| 角色       | 演員       | 介紹                                                                       |
| 乘鞍權三郎 | 團時朗     | 滿里奈的丈夫，死於一氧化碳中毒，有詐欺的嫌疑。                             |
| 乘鞍滿里奈 | 川島海荷   | 權三郎的年輕妻子。因殺害丈夫的嫌疑而被起訴。原本出嫁前的舊姓氏叫「諏訪」。 |
| 乘鞍肇     | 六角慎司   | 權三郎與前妻的兒子。                                                       |
| 屋島       | 近江谷太朗 | 滿里奈的律師，堅稱滿里奈是無罪。                                           |

### 第8集
| 角色     | 演員       | 介紹                                                                                 |
| 式根大充 | 片岡鶴太郎 | 24年前在家中辦理耶誕晚會，卻發生死亡案件因而被判死刑的男子，其妻後來也因壓力而死亡。 |
| 松下玲子 | 星野真里   | 式根大充的獨生女。自案件發生以來，因為媒體和公眾過度關心而感到壓力。                 |
| 榛名由美 | 酒井美紀   | 24年前案件的死者家屬，當年僅11歲。                                                   |

### 第9集
| 角色       | 演員       | 介紹                                                  |
| 花卷京香   | 山崎亞美   | 案件第1位被害人。                                     |
| 那須亜里沙 | 木崎由里亞 | 第2位被害人山代奈奈的好友，同時也是辯護方找來的證人。 |
| 富士田順平 | 坂本真     | 案件嫌疑人。                                          |

### 第10集
| 角色     | 演員     | 介紹 |
| 神津一成 | 武田真治 | 東央大學的職員。父親是知名法醫，但卻重考四次才考上東央大學的醫學系，然而因為被懷疑為性騷擾的犯人而被取消入學資格。 |
| 道後清司 | 中西良太 | 當年武田真治的辯護律師。                                                                                           |
| 草津寛治 | 佐藤B作  | 11年前案子的刑警。                                                                                                 |
| 鬼怒川   | 佐渡稔   | 檢察總長。 |

### 其他
| 角色     | 演員       | 介紹                                                                                |
| 黑川真   | 草刈正雄   | 最高檢察廳的副檢察廳長，黑川拓的父親。 與黑川拓關係不好，但最終仍默默地幫助黑川拓。 |
| 黒川麗   | 榊原郁恵   | 黑川拓的母親。                                                                      |
| 秋保彩花 | 伊藤梨沙子 | 秋保恭一郎的妹妹，當年慘遭兇手殺害。                                                |
| 浅間大輔 | 鈴之助     |                                                                                     |